# 20156 Herbwindolf
20156 Herbwindolf è un asteroide della fascia principale. Scoperto nel 1996, presenta un'orbita caratterizzata da un semiasse maggiore pari a 2,2723528 UA e da un'eccentricità di 0,0975182, inclinata di 7,97838° rispetto all'eclittica.